# This Year's Girl (Buffy the Vampire Slayer)
This Year's Girl  conocido como La Chica del Año en América Latina es el decimoquinto episodio de la cuarta temporada de Buffy the Vampire Slayer.

## Argumento
En coma, Faith (Eliza Dushku) tiene un sueño en el que ella y Buffy (Sarah Michelle Gellar) hacen la cama y ésta le dice que le gustaría quedarse pero que tiene mucho que hacer. Faith responde que lo sabe, que viene su hermana y, de repente, Buffy le está clavando el cuchillo justo donde la hirió.
Mientras tanto, en el sótano de Xander (Nicholas Brendon) la pandilla intenta decidir cómo van a acabar con Adam, mientras Xander intenta arreglar el arma defectuosa que le dieron a Buffy. La chica está muy preocupada por su novio. Riley (Marc Blucas) se despierta y quiere irse del hospital militar, pero parece que eso no es tan fácil.
Al mismo, tiempo Faith vuelve a tener un sueño. Esta vez está de pícnic con el alcalde Wilkins (Harry Groener). Conversan hasta que aparece Buffy y mata al alcalde con el mismo cuchillo con el que dejó a Faith en coma.
Durante la patrulla nocturna, Buffy, Xander y Willow (Alyson Hannigan) buscan a Adam y encuentran el cuerpo diseccionado de un demonio. De regreso al sótano de Xander, Buffy les cuenta su plan para rescatar a Riley, quien aparece en ese momento.
Faith sigue soñando. Ahora Buffy la persigue en el cementerio. Se cae en una tumba abierta y Buffy salta tras ella. Al final, Faith sale sola de la tumba y en ese momento también despierta del coma. Faith interroga a una chica que se encuentra en el pasillo y descubre lo que pasó en la graduación. Acto seguido, se escapa del hospital.
En el cuarto de Buffy, Riley le explica sus temores si deja la Iniciativa. Buffy trata de hacerle ver que él es más que un soldado. Mientras, en el hospital, buscan a la desaparecida. La policía encuentra a la adolescente malherida. Una enfermera avisa telefónicamente a alguien de que lo que esperaban ha ocurrido y les dice que se movilicen.
La pandilla se entera de la huida de Faith. Buffy hace planes para encontrarla. Faith aparece inesperadamente en la universidad ante Buffy y Willow. Las dos Cazadoras pelean pero Faith consigue huir, habiendo dejado claras sus intenciones de vengarse de Buffy.
Al hospital llegan tres hombres misteriosos que contactan con la enfermera que hizo la llamada. Por su parte, Faith se encuentra con un demonio que le dice que tiene un regalo de un amigo común para ella. El paquete contiene un vídeo en el que el alcalde le explica que si está viendo la cinta es porque ha muerto. Junto a la cinta hay un paquete con un objeto que el alcalde dice que le ayudará. Buffy y Riley se sientan a hablar sobre Faith en el dormitorio de Buffy.
Faith va a casa de Joyce (Kristine Sutherland) y la golpea. Buffy entra a través de una ventana y lucha con Faith, que utiliza el objeto que le dio el alcalde: en ese momento, Faith y Buffy intercambian sus cuerpos.

### Análisis
El sueño de Faith Lehane discurre en tres etapas o escenas. En la primera de ellas, Faith y Buffy hacen la cama de esta última; cuando Buffy le dice que tiene mucho que hacer, Faith le contesta que lo sabe, que viene su hermana pequeña, posible referencia a la quinta temporada en la que se introduce a la hermana menor de Buffy. Cuando terminan de hacer la cama y se encuentran a los pies de esta, unas gotas de sangre comienzan a caer sobre las sábanas, y Faith le dice a Buffy que si «no me vas a sacar esto,» cuando la cámara baja puede verse el cuchillo con el que la hirió que a su vez, fue un regalo del alcalde a Faith. En lugar de «sacarlo» Buffy termina de hundirlo en Faith, y es aquí cuando se corta el sueño.
En el segundo sueño, Faith se encuentra haciendo un pícnic en el campo junto al Alcalde Richard Wilkins, juntos ven a una pequeña serpiente, posible referencia a la forma que tomó el alcalde al final de la temporada anterior. Estando en esto, llega Buffy y mata al alcalde con el mismo cuchillo. Hay que recordar que también lo mató en el episodio de la temporada anterior. Y aquí se corta este sueño.
En el tercer y último sueño es de noche y Faith corre delante de Buffy que lleva el mismo cuchillo y parece perseguirla. Después de llegar a un cementerio, Faith cae en una tumba, como si se sumiera en la misma oscuridad que le sumió el coma; Buffy cae tras ella y a continuación Faith sale por sí misma de la tumba y despierta del coma, simbolizando la llegada al mundo de la luz, en contraste con la oscuridad del sueño en el que estaba sumida.
Las tres partes del sueño tienen en común a Buffy, con quien se enfrentó antes de saltar al camión desde el tejado y quedar en coma. Por lo que lo primero que hace es ir en su busca justificando así la presencia en las tres partes del sueño de la Cazadora.

## Reparto

### Personajes principales
- Sarah Michelle Gellar como Buffy Summers.
- Nicholas Brendon como Xander Harris.
- Alyson Hannigan como Willow Rosenberg.
- Marc Blucas como Riley Finn.
- James Marsters como Spike.
- Anthony Stewart Head como Rupert Giles.

### Apariciones especiales
- Eliza Dushku como Faith Lehane.
- Kristine Sutherland como Joyce Summers.
- Amber Benson como Tara Maclay.
- Leonard Roberts como Forrest Gates.
- Bailey Chase como Graham Miller.
- Chet Grissom como Detective.
- Alastair Duncan como Collins.
- Harry Groener como Alcalde Richard Wilkins.

### Personajes secundarios
- Jeff Ricketts como Weatherby.
- Kevin Owers como Smith.
- Mark Gantt como Demonio.
- Kimberly McRae como Visitante.
- Sara Van Horn como Enfermera.
- Brian Hawley como Orderly.
- Jack Esformes como Doctor.

## Continuidad
Aquí se presentan los hechos que o bien influyen en la cuarta temporada exclusivamente, o bien que viniendo de episodios anteriores influyen en este. Y por último, acontecimientos que ocurren en este episodio que influyen en las demás temporadas o en alguna otra temporada.

### Para la cuarta temporada
- Aparece el Concejo de Vigilantes, los cuales volverán a verse en el siguiente capítulo, Quién Eres Tú.

### Para todas o las demás temporadas
- Como ya se ha dicho anteriormente, en el sueño de Faith, esta le dice a Buffy «que su hermana pequeña va a llegar,» haciendo referencia a la llegada de Dawn en la quinta temporada.
- Aparece de nuevo Faith Lehane que despierta del coma en el que se encontraba en el hospital, así como el Alcalde Richard Wilkins en una cinta de video.

### Para los cómics u otra de las series del buffyverso
- Datos: Q3028055